# Катастрофа Ан-124 под Керманом
Катастрофа Ан-124 под Керманом — авиационная катастрофа, произошедшая днём в понедельник 15 ноября 1993 года. Транспортный самолёт Ан-124-100 авиакомпании «Авиастар» (принадлежал Ульяновскому авиационно-промышленному комплексу) выполнял чартерный межконтинентальный рейс ATL-051 по маршруту Ульяновск—Москва—Прага—Дубай—Керман—Ташкент, но при заходе на посадку в Кермане врезался в склон горы Джоупар в 35 километрах от аэропорта. Погибли все находившиеся на его борту 17 человек — 14 членов экипажа и 3 пассажира.

## Самолёт
Ан-124-100 (регистрационный номер RA-82071, заводской 977305435913, серийный 07-04) был выпущен Ульяновским авиационным заводом «Авиастар» 16 октября 1993 года. 29 октября того же года был передан Ульяновскому авиационно-промышленному комплексу; владельцем самолёта было ТОО «Магистральные авиалинии». В ноябре 1993 года участвовал в авиашоу в Дубае. Оснащён четырьмя двухконтурными турбореактивными двигателями Д-18Т производства Запорожского машиностроительного КБ «Прогресс». На день катастрофы налетал 116 часов.

## Экипаж
Состав экипажа рейса ATL-051 был таким:
- Командир воздушного судна (КВС) — Анатолий Яковлевич Лубяницкий.
- Второй пилот — Владимир Яковлевич Лубяницкий.
- Штурман — С. Н. Ивах.
- Штурман-стажёр — А. В. Сысоев.
- Бортинженер — А. И. Романенко.
- Бортинженер-инструктор — Г. К. Тарасенко.
- Бортрадист — А. Н. Стародубцев.
- Наземные инженеры ― Н. Л. Гаврилов, В. Н. Кислюк и Е. М. Ченцов.
- Авиатехники — С. Л. Дубровский, В. В. Гончаров, В. П. Аитов и Р. В. Кузнецов.

## Хронология событий
Незадолго до катастрофы авиакомпания «Авиастар» подписала контракт с компанией «Atlant air international LTD» по перевозке крупногабаритных грузов из Дубая (ОАЭ) в Ташкент (Узбекистан). Первая часть маршрута рейса ATL-051 (Ульяновск—Москва) была перегоночной, в Москве самолёт дозаправился и приземлился в Праге (Чехия) без груза, откуда вылетел в Дубай. В Дубае борт RA-82071 принял участие в авиашоу, забрал груз и вылетел в Керман (Иран). В Кермане самолёт должен был дозаправиться, а затем приземлиться в Ташкенте и разгрузить груз.
15 ноября рейс 051 перелетал из Дубая в Керман. Запас авиатоплива был около 37 тонн, чего хватило бы примерно на 3 часа полёта. Помимо 14 членов экипажа на борту самолёта находились 3 пассажира — поляк, канадец и иранец; по некоторым данным, иранец был родственником одного из членов правительства Ирана.
Рейс ATL-051 вылетел из Дубая в 18:20, погода в Кермане на этот момент была лучше минимума (видимость 3 километра, облачно). В 18:58 самолёт уже подлетал к аэропорту Кермана и экипаж запросил снижение, но в это время на ВПП №34 готовился ко взлёту другой самолёт, и авиадиспетчер отказал в снижении пилотам рейса 051, тем самым задержав самолёт на эшелоне FL270 (8230 метров). В 19:15 авиадиспетчер дал пилотам рейса 051 команду снижаться до эшелона FL170 (5181 метр) и самолёт начал снижение до разрешённой высоты, при этом отдаляясь на север от аэропорта до расстояния 45 километров.
В 19:23 диспетчер доложил экипажу, что по прибытии к точке рейс 051 должен занять эшелон FL110 (3352 метра) и выполнять заход на посадку по схеме «Алмек-1А», хотя эта схема захода не соответствовала метеоусловиям. В 19:25 самолёт занял эшелон высоту 3352 метра, развернулся и начал лететь на юго-восток к аэропорту Керман. В итоге самолёт пролетел аэропорт, но пилоты об этом не знали, поскольку VOR показывал неправильное местоположение самолёта.
В 19:28 рейс 051 по указанию авиадиспетчера снизился с эшелона FL110 и продолжил полёт на юго-восток в сторону гор. В 19:32 в кабине экипажа сработал сигнал GPWS «ГЕОМЕТРИЧЕСКАЯ ВЫСОТА МЕНЕЕ 150 МЕТРОВ». КВС поднял штурвал на себя, самолёт начал набор высоты. Через 30 секунд после этого сработал второй сигнал GPWS об опасной скорости сближения с землёй. В 19:33 на скорости 385 км/ч рейс ATL-051 врезался в склон горы Джоупар на высоте 3407 метров над уровнем моря, находящейся в 35 километрах на юго-восток от аэропорта Керман. От удара о склон горы самолёт полностью разрушился и загорелся. На место катастрофы направились иранские спасатели и альпинисты; до него они добрались к 07:00 16 ноября. Все 17 человек на борту самолёта погибли.

## Расследование
Расследование причин катастрофы рейса ATL-051 проводила Иранская организация гражданской авиации (CAOI). На место катастрофы в качестве экспертов прибыли специалисты Межгосударственного авиационного комитета (МАК), Департамента воздушного транспорта Минтранса России, КБ Антонова и Ульяновского авиационного завода «Авиастар».
Несмотря на сильный удар о гору, все бортовые самописцы уцелели, и иранским альпинистам удалось их найти. C завода «Авиастар» в Керман были доставлены макеты магнитофонов. Расследование продлилось несколько месяцев. Иранские, российские и украинские эксперты сошлись во мнении, что причинами катастрофы стали ошибки пилотов рейса ATL-051 и службы УВД аэропорта Керман.

## Последствия катастрофы
В конце ноября 1993 года все 14 тел погибших членов экипажа были доставлены в Россию. 27 ноября прошла траурная церемония по прощанию с пилотами в Ульяновске. На улицу вышли несколько тысяч человек, похоронная процессия растянулась на несколько километров. В честь погибших КВС и второго пилота Лубяницких в небе пролетели самолёты Як-40 и Ан-124.
Пилотов Лубяницких похоронили в селе Архангельское, а остальных членов экипажа — на Заволжском кладбище.

### Комментарии
1. ↑  Здесь и далее указано Иранское зимнее время — UTC+3:30